# نظریه شطرنج

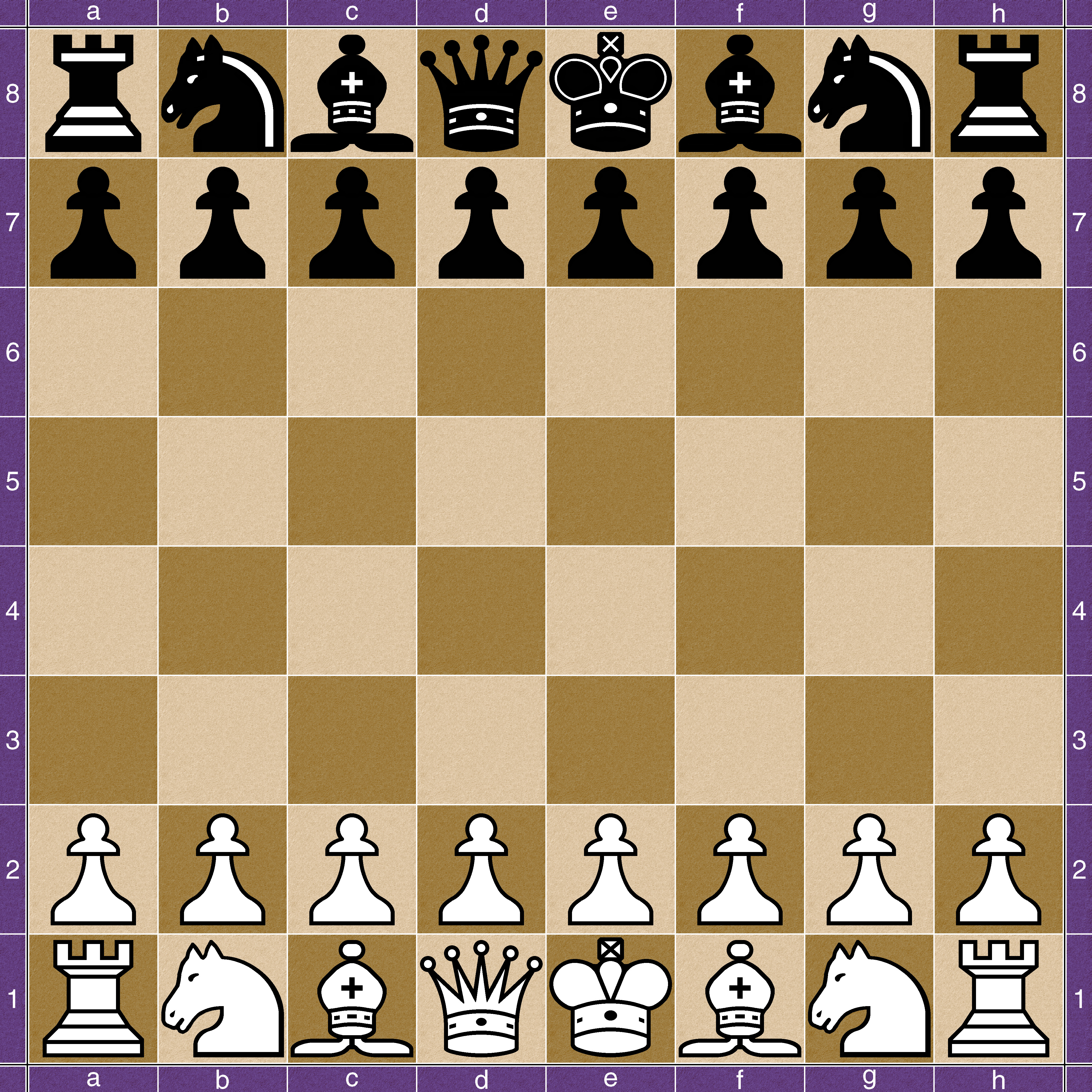
شکل صفحه و آرایش مهره‌ها ی شطرنج، پیش از آغاز بازی، در یک نمونه سنتی، به نمایش گذاشته شده‌است.

نظریه شطرنج (انگلیسی: Chess theory)معمولاً اشاره به مجموعه ای از تجارب بازی شطرنج بازان برجسته دارد که مورد تجزیه و تحلیل قرار گرفته و به صورت منظمی تبیین شده‌است.
یک بازی شطرنج در شکل عادی خود شامل ۳ مرحله گشایش، میانی و پایانی است و نظریات زیادی در مورد بهترین شیوه بازی، در هر یک از این مراحل وجود دارند.. این نظریات، شامل پیشنهاد حرکات مهره‌ها در وضعیت‌هایی است که در گذشته بارها تجربه شده و درآینده احتمال تکرار دارند. حرکات و وضعیت‌های معرفی شده، معمولاً مربوط به بازی بزرگان شطرنج هستند که توسط استادان و صاحب نظران شطرنج مورد بحث قرار گرفته و نقاط قدرت و ضعف آنها روشن شده‌است. 
نظریات مربوط به مرحله گشایش بازی، معمولاً تکیه بر اجماعی دارد که به صورت گسترده در ادبیات رایج شطرنج، بازتاب داده شده‌است. نظریات مربوط به مراحل میانی بیشتر تکیه بر تفسیر صاحب نظران از بازی بزرگان دارد. نظریات مربوط به پایان بازی شامل اصول و ضوابطی است که در موقعیتهای خاص ثبت شده قابلیت اجرا دارند. 
توسعه نظریات شطرنج مدیون ادبیات گسترده‌ای است که به این بازی اختصاص داده شده‌اند. در سال ۱۹۱۳م، هارولد جیمز موری، شخصیت فرهنگی، تاریخ‌نگار و بازرس مدارس در بریتانیا، در اثر ۹۰۰ صفحه ای خود به نام «تاریخ شطرنج» نوشت: این بازی، ادبیاتی را به خود اختصاص داده‌است که احتمالاً حجم آن از همه بازیهای دیگر در مجموع، فراتر خواهد رفت. طبق تخمین وی، در همان زمان، تعداد کتابها و نشریاتی که به‌طور منظم، فضایی را به بازی شطرنج اختصاص داده بودند بالغ بر ۵۰۰۰ بود.
 در ایران نیز کتابها ی متعددی در باب شطرنج، نگاشته یا ترجمه شده‌اند و هم اینک نشریاتی به صورت منظم، فضایی را به ادبیات مربوط به این بازی اختصاص داده‌اند.